# لیپار (صربستان)
لیپار (به صربی: Lipar) یک منطقهٔ مسکونی در صربستان است که در ناحیه باچکای غربی واقع شده‌است. لیپار ۱٬۴۸۲ نفر جمعیت دارد.